# Río Grande (Mamoré)
Río Grande ili Río Guapay je jedna od rijeka amazonskog sliva duga 1 438 km, poznata kao velika pritoka Rijeke Mamoré (ona stvara rijeku Madeiru pritoku Amazone).

## Zemljopisne karakteristike
Río Grande izvire na oboncima planine Sierra de Cochabamba u bolivijskom dijelu Anda,  pod imenom Río Rocha protiče kroz dolinu Cochabamba u pravcu zapada, nakon 65 km skreće prema jugoistoku, da nakon 50 km primi pritoku Río Arque na nadmorskoj visini od 2 350 m. Od tu se zove Río Caine, - nakon 162 km toka u pravcu jugoistoka, spaja se s rijekom Río San Pedro, južno od grada Cochabamba i tek se od tu zove Río Grande. 
Nakon 500 km toka, ulazi u nizinu i skreće u smjeru sjeveroistoka kod grada Santa Cruz de la Sierra. U tom dijelu teče u istom smjeru uz velike meandre jezera i bare uz svoje korito, i dijelom stvara granicu između bolivijskih provincija Andrés Ibáñez i Chiquitos. Nakon što primi velike pritoke Río Piraí i Río Ichilo utječe u Rijeku Mamoré. 
Río Grande ima sliv velik oko 101 902 km²koji se generalno razlikuje u dva dijela, u planinskom i nizinskom kad teče po prašumama.

## Vanjske poveznice
- ESTUDIO HIDROLÓGICO-HIDRÁULICO CON EL FIN DE DELIMITARZONAS INUNDABLES EN LA CUENCA BAJA DEL RÍO GRANDE (šp.)